# Notopoma lukini
Notopoma lukini is een vlokreeftensoort uit de familie van de Ischyroceridae. De wetenschappelijke naam van de soort is voor het eerst geldig gepubliceerd in 1992 door Nina Liverjevna Tzvetkova.